# Constantin Prezan
Constantin Prezan (Butimanu, 27 januari 1861 – 27 augustus 1943) was een Roemeense generaal tijdens de Eerste Wereldoorlog.

## Eerste Wereldoorlog
Generaal Prezan leidde het Roemeense 4de leger tijdens het begin van de Roemeense campagne in 1916. Prezan voerde ook het bevel tijdens de terugtrekking naar het noordoosten van het land (Moldavië). Dit na de aanval van de centralen. Hij was ook de bevelhebber tijden de Slag om Boekarest (november 1916). In juli en augustus van 1917, Prezan was toen gepromoveerd tot chef van de generale staf (en werd geassisteerd door Luitenant-Kolonel Ion Antonescu), stopte hij met succes de Duitse aanval geleid door veldmaarschalk August von Mackensen. Na de oorlog werd Prezan gepromoveerd tot Maarschalk van Roemenië in 1930.
Uit documenten uit militaire archieven kwam Prezans rol aan het licht in het creëren van de Roemeense nationale staat. Tijdens de campagne van 1916 werd Prezan beloond met de Orde van Michaël de Dappere, derde klasse voor daden van verdienste, moed, en toewijding. In de zomer van 1917 werd hij beloont met Orde van Michaël de Dappere, tweede klasse.
Prezan leidde het Roemeense leger in de slagen van Bessarabië, Boekovina, and Transsylvanië. Koning Ferdinand I van Roemenië beloonde hem met zijn uitzonderlijke dienst met de Orde van Michaël de Dappere, Eerste klasse.